# Sender Eisacktal
Der Sender Eisacktal ist ein Hauptsender und versorgt das Wipptal im Bereich Stilfes, Sterzing, Gossensaß und Brennerbad. Er wird von folgenden Betreibern mitbenutzt: RAS, Carabinieri und Wind.
Dieser Sender deckt gemeinsam mit dem Sender Freienfeld den Großraum Sterzing ab. Der Sender steht am Rosskopf. Für den privaten Sender siehe Sender Rosskopf.

## UKW-Sender
- RAS Österreich 1 107,9 H
- RAS Ö3 100,4 MHz
- RAS ORF Radio Tirol 103,7 MHz
- RAI RADIO1 89,1 MHz
- RAI RADIO2 90,9 MHz
- RAI RADIO3 95,1 MHz
- Rai Südtirol 97,1 MHz

## DAB-Sender
- RAS1-DAB: RAI Radio 1-2-3, Südt., Bay. 3-4-5, DKultur, Kiraka, RSI R2, Swiss Classic-Pop Diese Programme werden auf Kanal 10 B ausgestrahlt.
- RAS2-DAB: Ö1-ORF R.Tirol-Ö3-FM4, Bayern 1-2-Heimat, Radio Rumantsch, Swiss Jazz, Rai Südtirol Diese Programme werden auf Kanal 10 D ausgestrahlt.

Seit Anfang 2020 werden diese Programme auch vom DAB+ Sender Hühnerspiel gesendet.

## DVB-T Sender
- ORF1 HD, ORF2 HD, Das Erste HD	Fernsehen Diese Programme werden auf Kanal 59 H ausgestrahlt.
- ORF1, ORF2, ORFIII, Das Erste, ZDF, 3sat Diese Programme werden auf Kanal 34 H ausgestrahlt.
- Rai Sport 1, Rai Sport 2, Rai 5, Rai Storia, TV2000 Diese Programme werden auf Kanal 30 H ausgestrahlt.
- Rai 1, Rai 2, Rai 3 TGR Alto Adige, Rai News, RAI 3 Südtirol, Rai Radio 1, Rai Radio 2, Rai Radio 3, Rai Südtirol Diese Programme werden auf Kanal 22 H ausgestrahlt.
- SRF1 HD, SRF2 HD, ZDF HD Diese Programme werden auf Kanal 27 H ausgestrahlt.
- SRF1, SRFzwei, BR, Kika, arte, RSI La1 51 H